# وفاء بنت إبراهيم السبيل
وفاء بنت إبراهيم السبيل،  أستاذة جامعية، وباحثة في أدب الأطفال، وإحدى أبرز الأديبات السعوديات المعاصرات. كما تشغل منصب عضو في مجلس شؤون الأسرة من المختصين والمهتمين بشؤون الطفولة منذ عام ٢٠٢٠م.

## الدراسة والعمل
- تلقت تعليمها العام في مدارس عنيزة والرياض.
- حصلت على درجة البكالوريوس من جامعة تكساس في الولايات المتحدة الأمريكية في تخصص اللغات والآداب الشرقية.
- حصلت على دبلوم دراسات عليا من قسم الأدب بكلية اللغة العربية في جامعة الإمام محمد بن سعود الإسلامية .
- حصلت على درجة الماجستير من جامعة الإمام محمد بن سعود الإسلامية عام 1421هـ/2001م وكان عنوان رسالتها: قصص الأطفال في الأدب السعودي (1410-1420هـ): دراسة موضوعية فنية.
- حصلت على درجة الدكتوراه من جامعة الإمام محمد بن سعود الإسلامية وكان عنوان أطروحتها: قصص الحيوان بين كليلة ودمنة وحكايات أيسوب: دراسة أدبية عام 1428هـ.
- عملت معلمة رياض أطفال في روضة طويق في الرياض.
- عملت معيدة في قسم الأدب، فمحاضرة، فأستاذ مساعد فأستاذ مشارك وأخيراً كأستاذ بعد حصولها على درجة الدكتوراه.
- تم تعيينها وكيلة لكلية اللغة العربية بمركز دراسة الطالبات بجامعة الإمام محمد بن سعود الإسلامية بالرياض.
- عملت محررة، ثم رئيسة تحرير في مجلة سنابل للأطفال (رابطة الشباب المسلم العربي في الولايات المتحدة الأمريكية).
- عملت محررة في مجلة الشبل للأطفال (الصادرة في الرياض).
- عضو مؤسس لنادي كتاب الطفل في مكتبة الملك عبد العزيز العامة.
- عضو الجمعية السعودية للعلوم التربوية والنفسية.
- عضو رابطة الأدب الإسلامي العالمية. [1]
- مشرفة على مكتبة كان ياما كان للأطفال في الرياض.
- عُينت عضواً في مجلس شؤون الأسرة من المختصين والمهتمين بشؤون الطفولة بقرار من مجلس الوزراء عام ٢٠٢٠م.

## أعمالها الأدبية
نشرت وفاء السبيل العديد من الأعمال الإبداعية والدراسات المتعلقة بأدب الطفل، وقد فازت بجائزة إبداعات المرأة العربية الأدبية في الشارقة عام 2000م في مجال أدب الأطفال. ومن أشهر أعمالها:
- كتاب صنعت بيدي (أعمال فنية للأطفال) 1414هـ.
- كتاب مسرح العرائس، الجمعية الكويتية لتقدم الطفولة العربية، 1414هـ.
- بحث محكم ومنشور (أدب الأطفال)، وقد فاز هذا البحث بجائزة راشد بن حميد للثقافة والعلوم في الإمارات العربية المتحدة.
- حكايات أمونة (مجموعة قصصية للأطفال)، وقد فازت بجائزة إبداعات المرأة العربية الأدبية في الشارقة في مجال أدب الأطفال عام 2000م وهو من مطبوعات مكتبة الملك عبد العزيز العامة.
- قصص الأطفال في الأدب السعودي: دراسة موضوعية وفنية، نادي الرياض الأدبي، 1424هـ.
- ثقافة الطفل السعودي: رؤى وأفكار، الملتقى الأول للمثقفين السعوديين، وزارة الثقافة والإعلام، 1425هـ.
- أدب المرأة دراسات نقدية: المرأة وأدب الطفل، رابطة الأدب الإسلامي العالمية (مكتبة العبيكان، الرياض، 1428هـ).
- كليلة ودمنة.
- (السبّاحة) قصة مترجمة، تأليف: ليو ليوني، مكتبة الملك عبد العزيز العامة، 2007م.
- لنتعلم كيف نربي، اللجنة الوطنية للطفولة، وزارة التربية، 1429هـ/2008م.
- معجم مصطلحات أدب الأطفال: كادي ورمادي، 1430هـ/2009م.
- أنا وأنت: دليل عملي للآباء والأمهات والمربين لتنمية الحوار الحضاري، الرياض، 1431هـ/2010م. [2]

## وصلات خارجية
- وفاء السبيل أول دكتورة في قسم الأدب
- ملتقى ( تجربتي مع ترجمة كتاب أدب الأطفال المقارن ) للدكتورة وفاء السبيل